# كاتب خفي

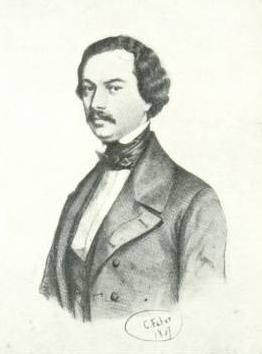

الكاتب الخفي أو المُشبِّح أو الكاتب الشبحي (بالإنجليزية: Ghostwriter) هو كاتب يعمل على تأليف الكتب والمقالات والقصص والتقارير وغير ذلك من النصوص بحيث تسجّل رسمياً لصالح شخص آخر. فغالباً ما يستأجر المشاهير والأشخاص التنفيذيون والقادة السياسيون كتاباً خفيين لوضع المسودات أو تحرير سيرهم الذاتية ومقالات المجلات وغير ذلك من المواد المكتوبة. كما يستخدم الكتاب الخفيين في عالم الموسيقى لكتابة نصوص الأغاني ومقدمات الأفلام.
قد تختلف درجة مشاركة الكاتب الخفي في إنتاج عمل مكتمل. في حين يستعان بكاتب خفي لتحرير المسودات، بينما يستعان بهم في أحيان أخرى لإنجاز معظم العمل بناءً على ملخص أو خطوط عريضة يوفرها الكاتب المعتمد. وقد يطلب من الكاتب الخفي القيام بعمليات بحث كبرى، كما هو الحال عندما يوظف الكاتب الخفي لكتابة السيرة الذاتية لشخصية معروفة. كما يوظّف الكاتب الخفي لكتابة الروايات والقصص الخيالية بنفس أسلوب مؤلف على قيد الحياة كوسيلة لزيادة عدد الكتب التي يمكن نشرها باسم مؤلف واسع الانتشار كـ (توم كلانسي وجيمس باترسون).

## أنواع الكتابة الخفية
- الكتابة القصصية كالسير الذاتية
- القصص الخيالية
- المقالات والكتب السياسية
- المقالات والخطب الدينية
- المقالات والتقارير الأكاديمية
- المقالات والأبحاث الطبية
- المواقع الإلكترونية
- المدونات الإلكترونية
- المؤلفات الموسيقية
- الموسيقى الكلاسيكية والدراما
- الموسيقى الشعبية
- الفنون البصرية

## أفلام وروايات ذات علاقة
من الأفلام والروايات التي تناولت الكاتب الخفي:
- رواية فيليب روث بعنوان «الكاتب الخفي» الصادرة عام 1979.
- فيلم رعب بعنوان «الكاتب الخفي» للمخرج ألان كامينغ عام 2007.
- فيلم أنتج عام 2010 لرومان بولانسكي وعنوانه «الكاتب الخفي».